# Barguelonne-en-Quercy
Barguelonne-en-Quercy is een gemeente in het Franse departement Lot (regio Occitanie). De plaats maakt deel uit van het arrondissement Cahors. Barguelonne-en-Quercy is op 1 januari 2019 ontstaan door de fusie van de gemeenten Bagat-en-Quercy, Saint-Daunès en Saint-Pantaléon. De gemeente telde 706 inwoners op 1 januari 2022.

## Geografie
De oppervlakte van Barguelonne-en-Quercy bedroeg op 1 januari 2022 46,11 vierkante kilometer; de bevolkingsdichtheid was toen 15,3 inwoners per km².

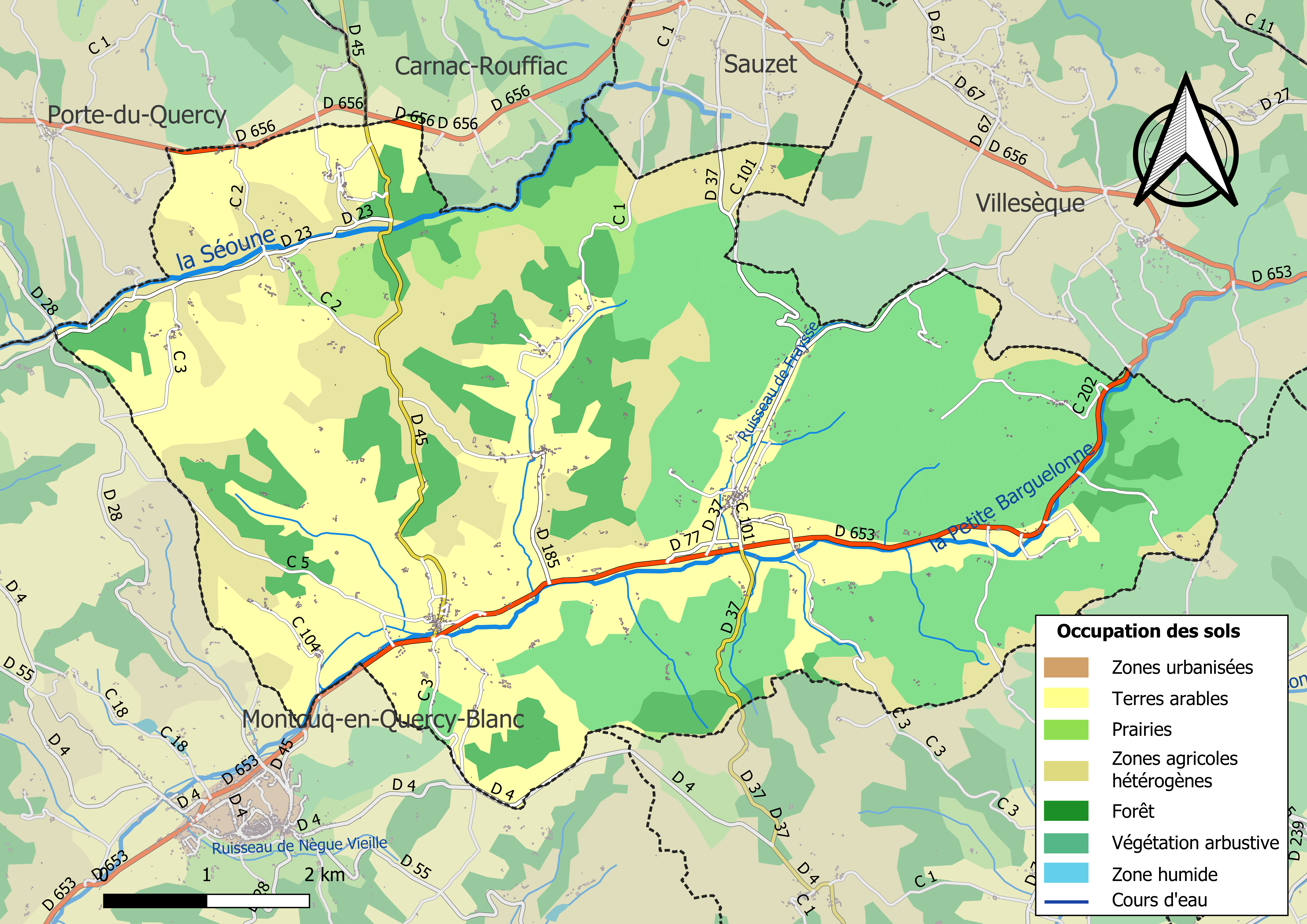
Kaart van de gemeente met de belangrijkste infrastructuur, bodemgebruik en omliggende gemeenten

## Demografie
Onderstaande figuur toont het verloop van het inwonertal (bron: INSEE-tellingen).